# ナカジー・けいすけのゲバゲバサタデー
ナカジー・けいすけのゲバゲバサタデーは、KBCラジオで2004年10月～2011年3月に土曜12:00～17:40(10月～3月は～17:50)まで生放送していたラジオバラエティー番組。略称「ゲバサタ」。

## 概要
メインパーソナリティは中島浩二と岡本啓。（番組内で「ゲバ男（ゲバおとこ）」と命名された）。なお2010年9月までは宮本けいすけアナウンサーが務めていた。
ディレクターは、現在はぴねすくらぶショッピングキャスターの若松晃。本人も度々放送に出演していた。
14:20～14:50はふれあい天国、15時台には競馬中継（2回。基本的にはMBSラジオ製作・ラジオ関西裏送りネット。小倉競馬場第3場開催時は自社製作）を、プロ野球シーズン中で放送当日に福岡ソフトバンクホークスのデーゲームが組んである日はその試合開始時間～3時間を基本として（試合終了まで）「KBCダイナミックホークス実況中継」をそれぞれフロート番組（内包コーナー）として挿入した。

## パーソナリティ
- 中島浩二
- 岡本啓（2010年10月 - ）

過去
- 宮本けいすけ（番組開始 - 2010年9月）

## タイムテーブル
- 12:00　番組開始直後は音楽は流れず2人の雑談からはじまり、その話が収まった数分後（長い時は10分くらい）やっとタイトルコールと音楽が流れる
- 12:15頃　ゲバゲバNewsランキング

「ゲバサタNews選定委員会」なる所が独断で選んだNewsをランキング形式で紹介。大体はとんでもないB級ニュースが1位になる事が多い。2009年9月までは1位当てを行っていたが、10月からはリスナーからあなたのトップニュースを募集している。尚このコーナーは「KBCラジオPodcasting」でも配信されている
- 12:50頃　ひまわり号レポート
- 13:00頃　そのときの一言

いわゆるネタコーナー
- 13:10頃　中島部長宮本係長報告します

メッセージコーナー。1時間に1回くらいはこのコーナーを設けている
- 13:35頃　　ラジオショッピング
- 13:40頃　　げばげばNewsランキング
- 14:00頃　　そのときの一言
- 14:05頃　　特捜最前線
- 15:00頃　　時給3000円クイズ2時間しっかりお勉強

毎週あるクイズテーマを聴き、挑戦者1名が2時間しっかり勉強して正解すると6000円がもらえるクイズコーナー不正解だと賞金は翌週に積み立て
- 16:00頃　　イチオシ看板娘　お店の看板娘と電話で話すコーナー
- 16:20頃　　ひまわり娘修行中
- 16:35頃　　編集長に聞け
- 17:00頃　　時給3000円クイズ2時間しっかりお勉強
- 17:35頃　　ホークスライブスタジアム
- 17:45頃　　いい話

補足
- ホークス戦が放送される場合はコーナーが休みになるか時間を変更して短縮されて放送される。
- この番組は時々12時半からスタートしたり放送終了時間が17時やそれより早く終了の場合もある。
- 16時台はラジオショッピングのスペシャルで休止される事も多い。
- 土曜ということもあり時々公開生放送も行われる。